# De arte venandi cum avibus

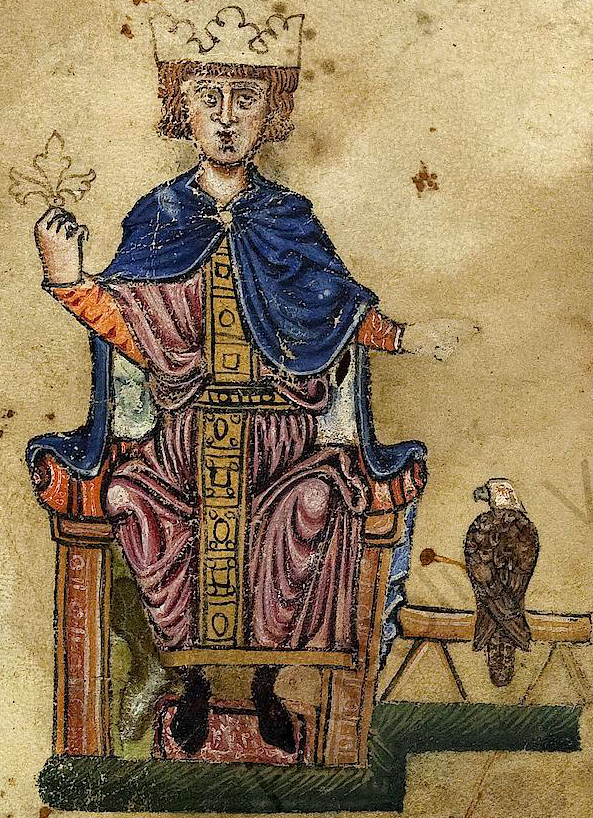
Retrat de Frederic II del Sacre Imperi Romanogermànic de la segona pàgina de De art venandi cum avibus

De arte venandi cum avibus ('Sobre l'art de caçar amb les aus') és un tractat de l'emperador Frederic II del Sacre Imperi Romanogermànic sobre la caça amb falcons. El manuscrit conservat a la Biblioteca Vaticana (clau Pal. Lat. 1071) és més conegut per les seves il·lustracions, incorpora els dos primers llibres: es tracta d'un còdex de 111 fulles de pergamí de mesures aproximades en cm. 24,5x36, encarregat a Nàpols pel fill de Frederic, Manfred rei de Sicilia, al voltant del 1260. Un altre manuscrit, redactat a cura d'un altre fill de l'emperador, el rei Enzo de Sardenya, durant la seva detenció a Bolonya, es conserva en la Biblioteca Universitària de Bolonya (Lat. 717) i conté sis llibres, resultant l'edició més estesa, però no necessàriament completa del tractat.

## Contingut

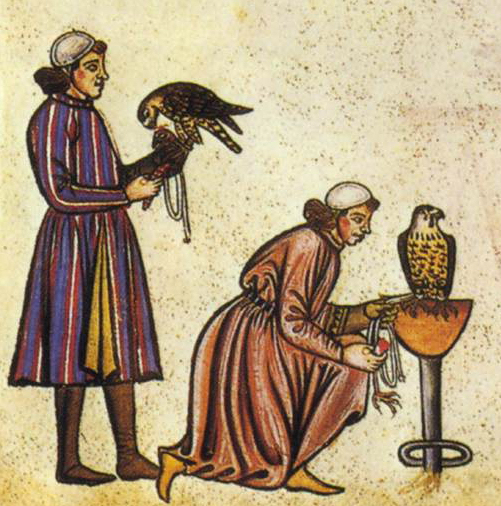
Particular: dos falconers

L'obra és un tractat de falconeria, és a dir sobre els sistemes de cria, ensinistrament i utilització d'aus rapinyaires (pròpiament falcons) en la caça (sobretot d'altres aus, totes acuradament descrites en l'obra).
En la gènesi de l'obra destaquen la importància dels tractats tractats precedents dels quals Frederic II tenia coneixement, com el De art bersandi de Guicennas i el De scientia venandi per aves (considerat Moamí llatí), traducció d'un text àrab efectuat del siríac per Teodor d'Antioquia (filòsof) (Mestre Teodor), sota petició de Frederic.
L'obra es promou amb objectius pràctics i es divideix en sis llibres: 
- en el llibre I es troben classificades les aus (aquàtiques, terrestres i intermèdies; rapinyaires i no rapinyaires); es tracta de les migracions i de les característiques biològiques i morfològiques de les aus, es descriuen els òrgans externs i interns de les diverses espècies, amb particular atenció a les ales, el plomatge i les particularitats del vol;
- el llibre II tracta de les eines per exercitar la falconeria, de les modalitats de la captura dels falcons i de la seva nutrició, dels equipaments (principalment la caputxa a les parpelles per tornar-los més dòcils), de l'ensinistrament, i de les característiques del falconer;
- el llibre III conté la descripció de les complexes fases per l'ensinistrament del falcó a peu, a cavall i a remolc, i de l'ensinistrament dels gossos de caça;
- el llibre IV és dedicat a les modalitat de la caça de la grua amb Falcó grifó;
- el llibre V parla de l'ensinistrament del Falcó sacre per a la caça d'ardèids (bernats i agrons);
- el llibre VI tracta de la caça amb el Falcó pelegrí d'aus aquàtiques.

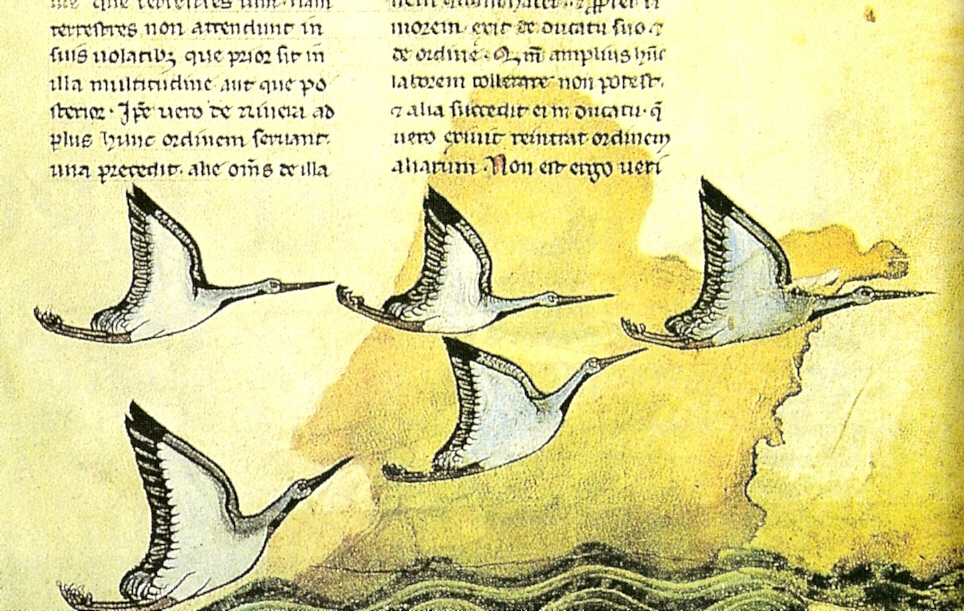
Particular del f. 16r del tractat "De art venandi cum avibus"

En l'exemplar de la Biblioteca Vaticana, encara que només pels dos primers llibres, s'hi poden trobar més de 500 imatges d'aus (que descriuen al voltant 80 espècies) amb una gran precisió. Cal assenyalar l'acurada elecció dels colors del plomatge i el detall de les particularitats anatòmiques, resultat d'acurades observacions. La decoració està formada per les il·lustracions a colors de les aus i dels falconers, de les inicials decorades dels capítols, tradicionalment en roig i blau alternativament, i dels títols rubricats dels capítols. No tot ha estat finalitzat: en particular les inicials decorades s'interrompen al f. 36 mentre als ff. 94-100 les imatges no van estar acolorides.

### Altre tractat de falconeria de Frederic II

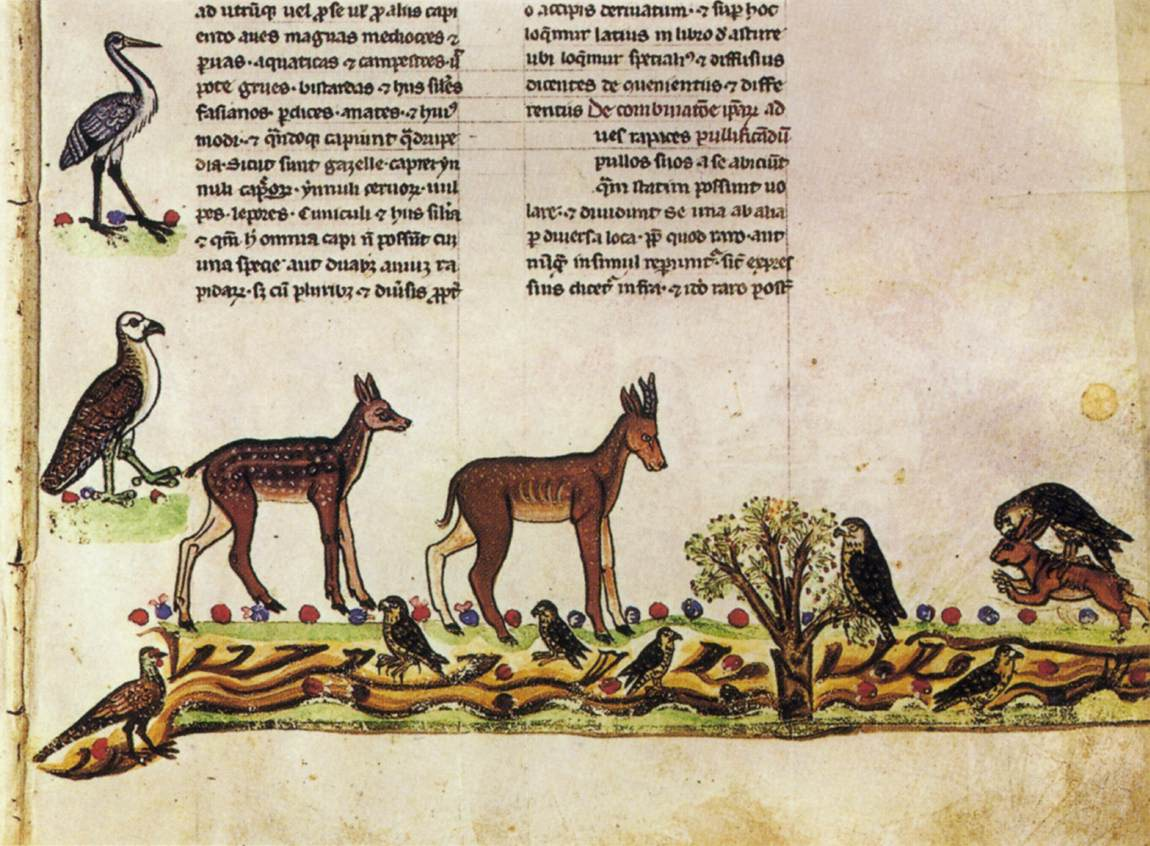
Cèrvols i aus

Durant molt de temps es va considerar que un manuscrit original del De art venandi cum avibus formés part de les coses que l'emperador va perdre al setge de Parma (s. XIII): el manuscrit il·luminat hauria estat lliurat a Carles I d'Anjou pel comerciant milanès Bottaius per restar perdut tot seguit. Recentment s'ha suggerit que això no era en realitat el tractat de falconeria de Frederic II, sinó una amalgama d'obres, editades pel mateix monarca,entre les quals es trobaria la traducció llatina del Moamin, el De arte bersandi de Guicennas i dos tractats d'entorn sicilià-normand, el Dancus rex i el Guillelmus falconarius.
Aquesta hipòtesi seria refrendada per l'existència d'una còpia del còdex atribuït al manuscrit perdut de Frederic II: efectivament el còdex ms. Lat. 368 (1459) conservat al Museu Condé al Castell de Chantilly, per la varietat dels termes tractats, sembla correspondre a la lletra de la descripció que Bottatius oferix en venda als reis de la Dinastia d'Anjou.

## Bibliografia

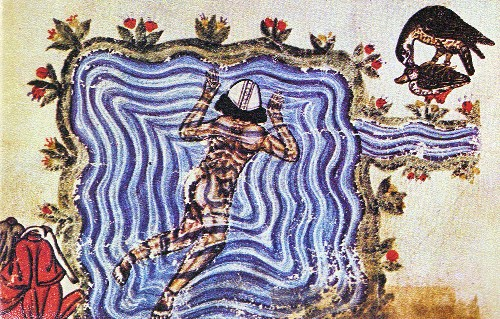
Particular